# Beth

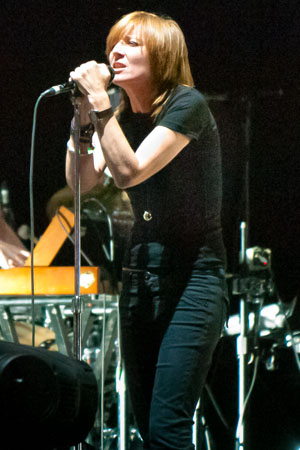
Beth Gibbons, sångerska i det brittiska bandet Portishead.

Beth är ett engelskt smeknamn för det grekiska kvinnonamnet Elisabet, som i sin tur kommer från det hebreiska namnet Elisheba. Elisheba betyder gud är fullkomlig.
Den 31 december 2014 fanns det totalt 329 kvinnor folkbokförda i Sverige med namnet Beth, varav 152 bar det som tilltalsnamn.
Namnsdag: saknas

## Personer med namnet Beth
- Beth Daniel, amerikansk golfspelare
- Beth Gibbons, brittisk musiker
- Beth Hart, amerikansk sångerska
- Beth Laurin, svensk konstnär
- Beth Orton, brittisk sångerska
- Beth Rodergas, katalansk sångerska